# Cratere Briggs

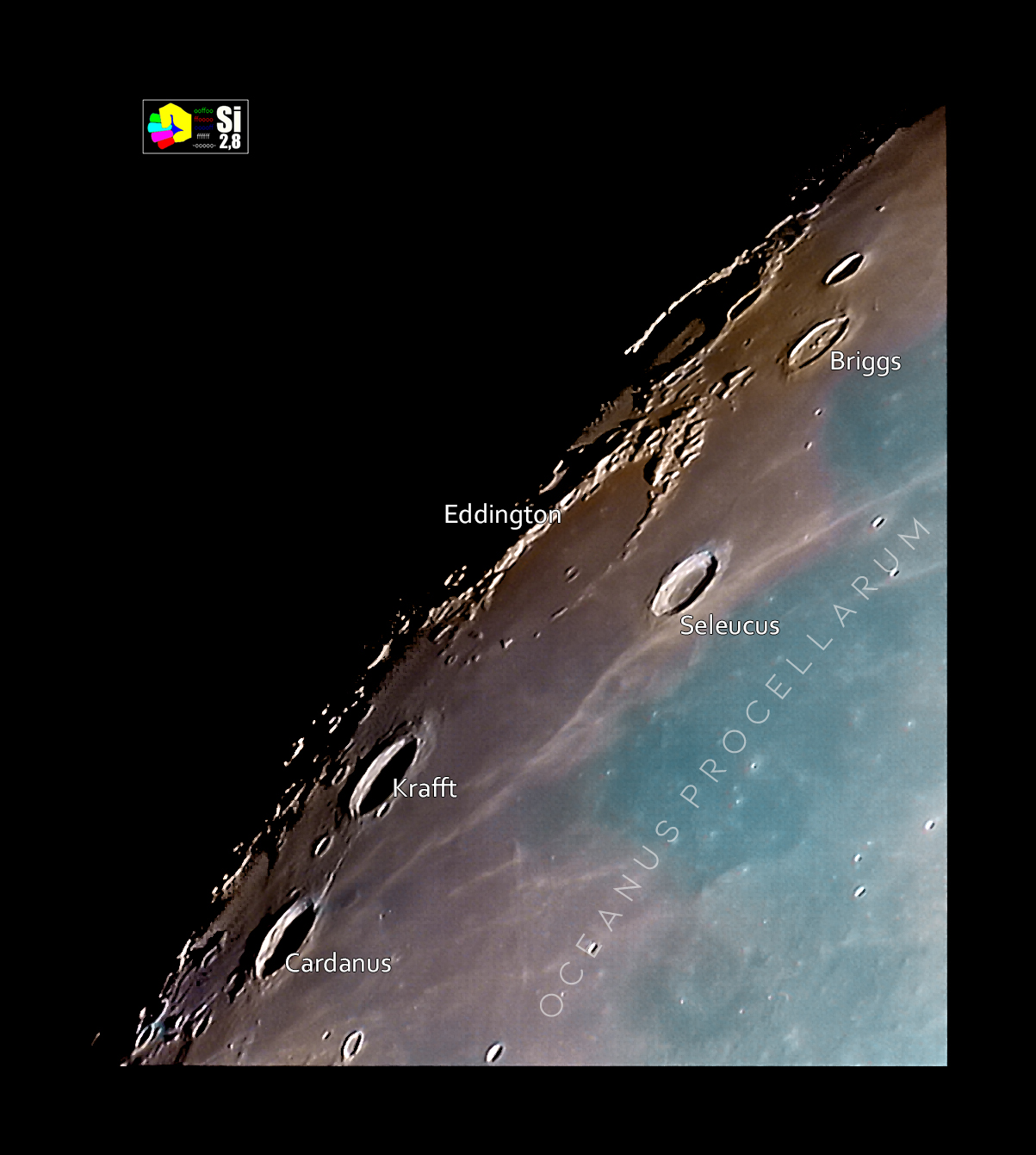
Immagine dell'area in formato selenocromatico. Vedi anche:

Briggs è un cratere lunare di 36,75 km situato nella parte nord-occidentale della faccia visibile della Luna.
Il cratere è dedicato al matematico britannico Henry Briggs.

## Crateri correlati
Alcuni crateri minori situati in prossimità di Briggs sono convenzionalmente identificati, sulle mappe lunari, attraverso una lettera associata al nome.
| Briggs | Coordinate            | Diametro (in km) |
| ------ | --------------------- | ---------------- |
| A      | 27°07′12″N 73°46′48″W | 25,13            |
| B      | 28°09′00″N 70°54′36″W | 24,96            |
| C      | 25°01′12″N 66°57′00″W | 5,5              |